# 鱼尾洲站
鱼尾洲站位于中华人民共和国江西省南昌市青山湖区艾溪湖北路与明山庙路交叉口，是南昌地铁4号线的地铁车站，车站于2021年12月26日和4号线一同启用。

## 车站结构

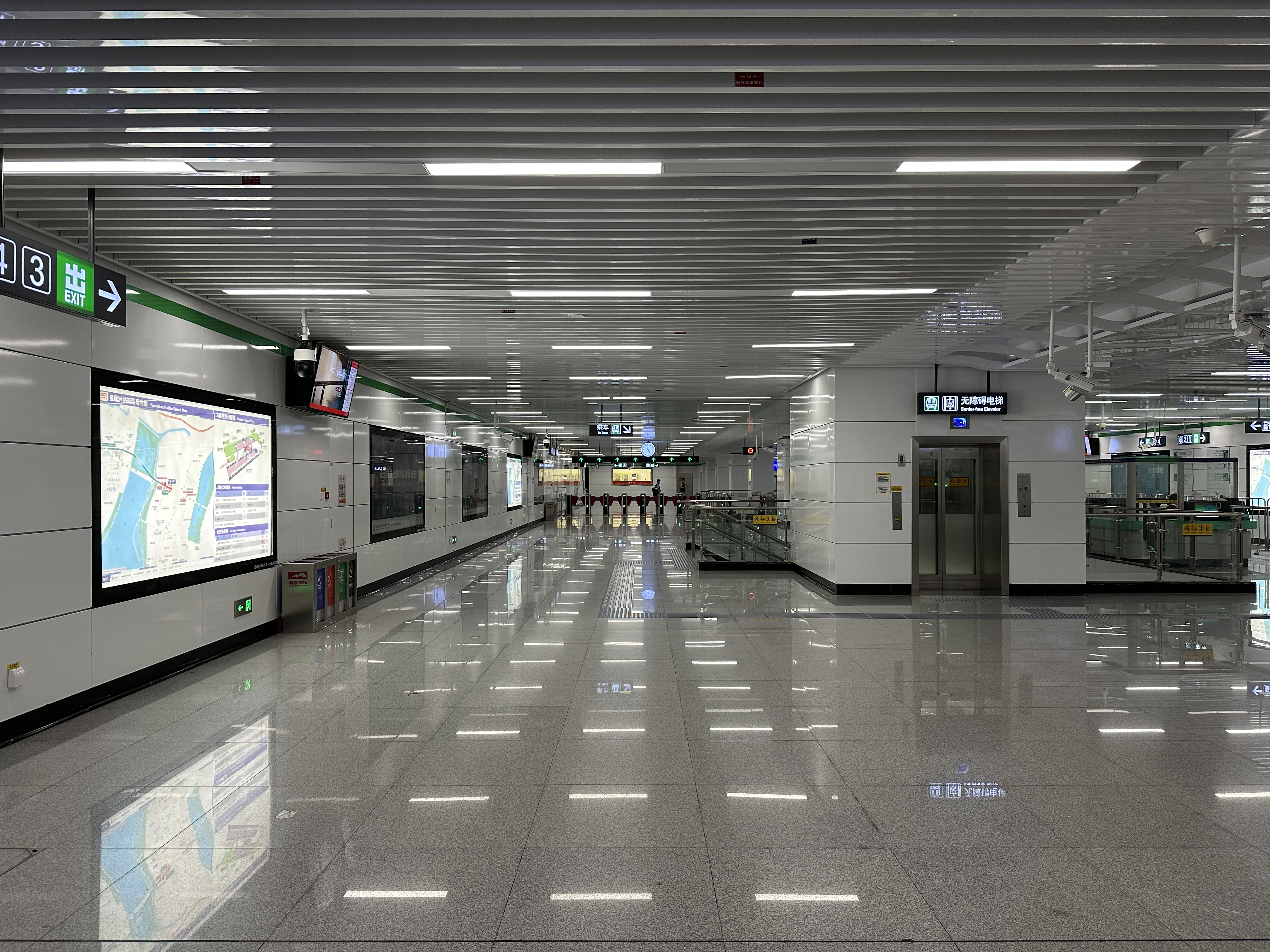
站厅

车站为地下二层岛式站台。

### 楼层
| 1层  | 地面               | 出入口                     |  |  |
| -1层 | 站厅               | 自动售票机、客服中心       |  |  |
| -2层 |                    | █ 4号线 往白马山（科技城） |  |  |
|      | 岛式站台，左侧开门 |                            |  |  |
|      |                    | █ 4号线 终点站 下客站台    |  |  |

### 出入口
| 编号                   | 指示                         | 图片 | 建议前往的目的地 |
| ---------------------- | ---------------------------- | ---- | ---------------- |
| 出口 · 1L · 升降机标志 | 艾溪湖北路南侧，明山庙路东侧 |      |                  |
| 出口 · 2L              | 艾溪湖北路北侧               |      |                  |
| 出口 · 3L              | 艾溪湖北路北侧               |      | 鱼尾洲公园       |
| 出口 · 4L              | 艾溪湖北路南侧，明山庙路西侧 |      | 中兴和园         |
| 註： 設有              |                              |      |                  |

## 历史
- 2016年6月8日南昌市轨道交通4号线一期工程拟受理情况的公示，[3]公布了《南昌市轨道交通4号线一期工程环境影响报告书（全文公示稿）》本站名为昌东大道站，为高架站[4]。
- 2017年2月8日公布了《2、3号线站点更名及4号线命名方案获批》，本站名为鱼尾村站[5]。
- 2017年底4号线开工站名为鱼尾洲站[6]，随后2018年初确认本站改名并改为地下站，4号线东段不再有高架区间[7]。